# Ejsing (plaats)
Ejsing is een plaats in de Deense regio Midden-Jutland, gemeente Holstebro, en telt 326 inwoners (2007).